# Lista de ganhadores do Prêmio Nobel afiliados ao Instituto de Tecnologia de Massachusetts

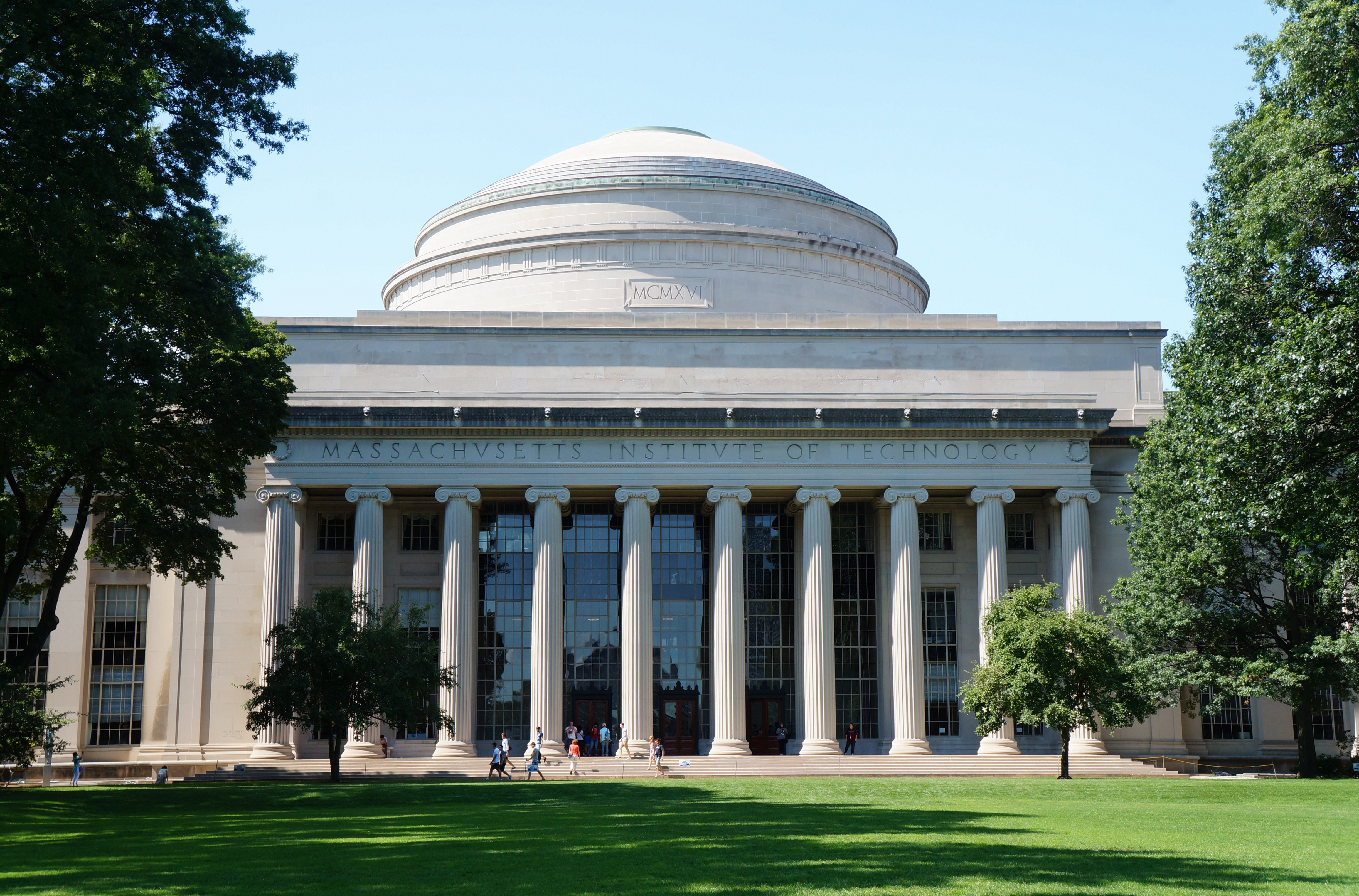
A Grande Cúpula do MIT. Em outubro de 2020, 97 ganhadores do Nobel eram afiliados ao MIT.

Esta lista de ganhadores do Prêmio Nobel afiliados ao Instituto de Tecnologia de Massachusetts (MIT) mostra de forma abrangente os ex-alunos, membros do corpo docente e pesquisadores do Instituto de Tecnologia de Massachusetts que receberam o Prêmio Nobel ou o Prêmio Nobel Memorial em Ciências Econômicas. Os Prêmios Nobel, estabelecidos pelo testamento de Alfred Nobel em 1895, são concedidos a indivíduos que fazem contribuições notáveis nos campos da Química, Literatura, Paz, Física e Fisiologia ou Medicina. Um prêmio associado, o Prêmio Sveriges Riksbank em Ciências Econômicas em Memória de Alfred Nobel (comumente conhecido como Prêmio Nobel de Economia), foi instituído pelo banco central da Suécia, Sveriges Riksbank, em 1968 e concedido pela primeira vez em 1969.
Em outubro de 2020, 97 ganhadores do Nobel eram afiliados ao MIT. Entre os 97 laureados, 62 são ganhadores do Nobel em ciências naturais; 40 são ex-alunos do MIT (graduados e participantes) e 37 são membros acadêmicos de longa data do corpo docente do MIT; e, no que diz respeito às matérias, 34 laureados ganharam o Prêmio Nobel de Física e de Economia, respectivamente, mais do que qualquer outra matéria. Nenhum laureado do MIT ganhou o Prêmio Nobel de Literatura. Esta lista considera os ganhadores do Prêmio Nobel como indivíduos iguais e não considera suas várias partes do prêmio ou se eles receberam o prêmio mais de uma vez.

## Critérios de inclusão

### Regras gerais

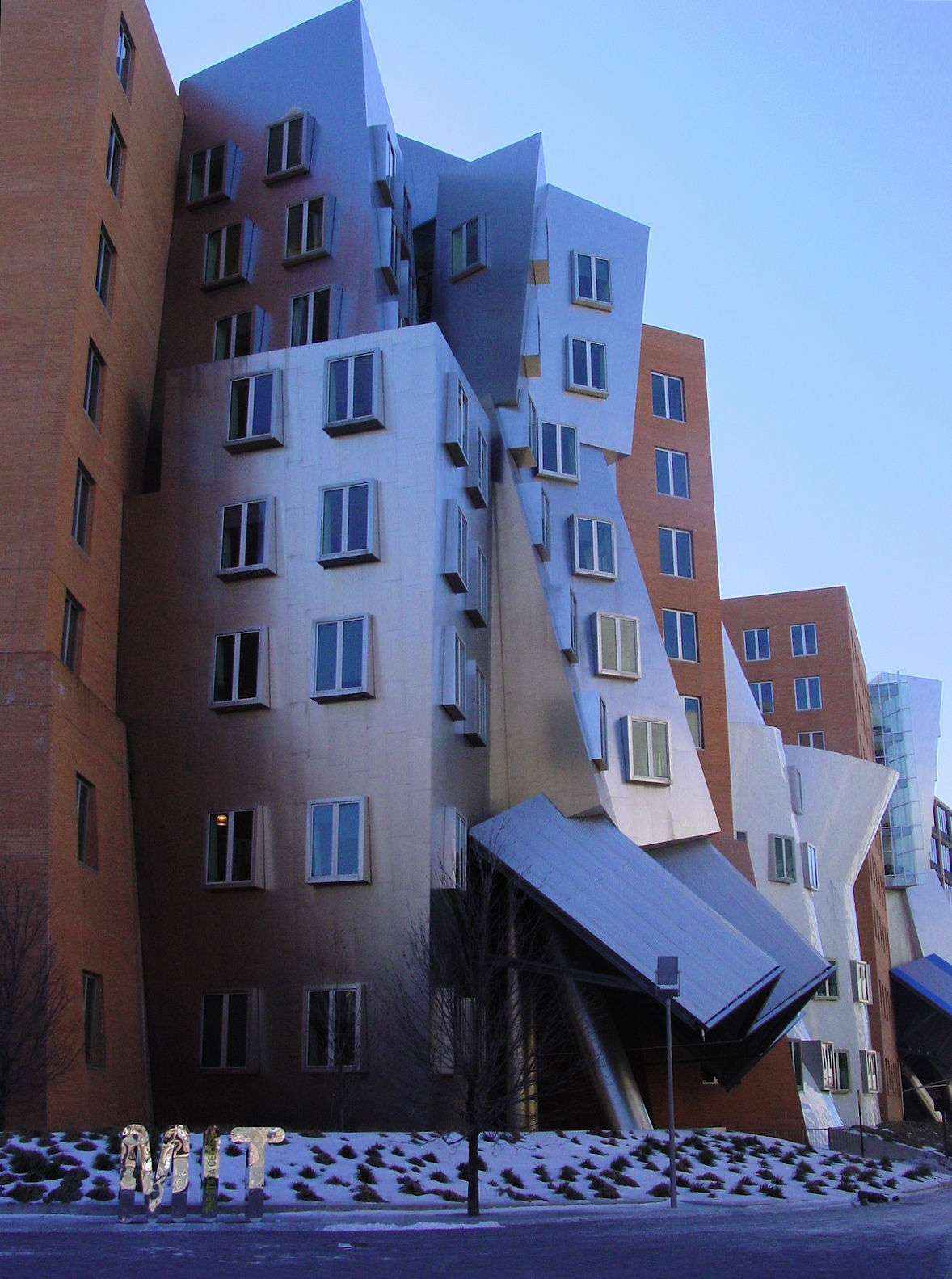
Instituto de Tecnologia de Massachusetts

As afiliações do Massachusetts Institute of Technology nesta lista incluem todas as afiliações acadêmicas oficiais, como empregos acadêmicos oficiais e programas de graduação da universidade. As afiliações acadêmicas oficiais incluem ex-alunos (graduados e participantes), membros do corpo docente de longo prazo e equipe acadêmica de curto prazo.
Graduados são definidos como aqueles que possuem bacharelado, mestrado, doutorado ou graus equivalentes do MIT, enquanto participantes são aqueles que se matricularam formalmente em um programa de graduação no MIT, mas que não concluíram o programa. Todos os graus do MIT foram obtidos por meio de trabalho acadêmico, de forma que o MIT nunca concedeu títulos honorários de qualquer forma. Assistentes de verão, alunos de intercâmbio e alunos de auditoria são excluídos desta lista. Aqueles que possuem certificados ou estudaram como alunos não graduados no MIT também são excluídos.
Os membros do corpo docente de longo prazo consistem em estabilidade e cargos acadêmicos equivalentes, enquanto o pessoal acadêmico de curto prazo consiste em professores (sem estabilidade), pesquisadores de pós-doutorado (pós-doutorandos), professores visitantes ou acadêmicos (visitantes) e posições acadêmicas equivalentes. No MIT, o título acadêmico específico determina apenas o tipo de afiliação, independentemente do tempo real em que o cargo foi ocupado pelo laureado.

## Resumo
Todos os tipos de afiliações, nomeadamente ex-alunos, docentes de longa e curta duração, contam igualmente na tabela seguinte e em toda a página.
Na tabela a seguir, o número após o nome de uma pessoa é o ano em que recebeu o prêmio; em particular, um número com asterisco (*) significa que a pessoa recebeu o prêmio enquanto trabalhava no MIT (incluindo funcionários eméritos). Um nome sublinhado indica que essa pessoa já foi listada em uma categoria anterior (ou seja, possui várias afiliações).
| Categoria                   | Ex-alunos | Pessoal acadêmico de longo prazo | Pessoal acadêmico de curto prazo |
| --------------------------- | --- | --- | --- |
| Total: 97                   | 40 | 37 | 39 |
| Física (34)                 | 1. Andrea M. Ghez - 2020 2. Rainer Weiss - 2017 3. Adam Riess - 2011 4. George Smoot- 2006 5. Carl Wieman - 2001 6. Eric Cornell - 2001 7. Robert Laughlin - 1998 8. William D. Phillips - 1997 9. Henry W. Kendall - 1990 10. Burton Richter - 1976 11. John Schrieffer- 1972 12. Murray Gell-Mann - 1969 13. Richard Feynman - 1965 14. William Shockley - 1956 | 1. Rainer Weiss - 2017* 2. Frank Wilczek - 2004* 3. Wolfgang Ketterle - 2001* 4. Clifford Shull - 1994* 5. Henry W. Kendall - 1990* 6. Jerome I. Friedman - 1990* 7. Steven Weinberg - 1979 8. Samuel Ting - 1976* 9. Charles Townes - 1964* | 1. Didier Queloz - 2019 2. Serge Haroche - 2012 3. Daniel Tsui - 1998 4. Horst Störmer - 1998 5. William D. Phillips - 1997 6. Claude Cohen-Tannoudji - 1997 7. Norman Ramsey - 1989 8. Sheldon Glashow - 1979 9. Steven Weinberg - 1979 10. Murray Gell-Mann - 1969 11. Luis W. Alvarez - 1968 12. Hans Bethe - 1967 13. Julian Schwinger - 1965 14. Donald Glaser - 1960 15. Edward M. Purcell - 1952 16. Isidor Rabi - 1944 |
| Química (16)                | 1. Paul Modrich - 2015 2. Elias Corey - 1990 3. Sidney Altman - 1989 4. Charles Pedersen - 1987 5. Robert Mulliken - 1966 6. Robert B. Woodward - 1965 | 1. John B. Goodenough - 2019 2. Richard Schrock - 2005* 3. Barry Sharpless - 2001 4. Mario Molina - 1995* | 1. Ada Yonath - 2009 2. Aaron Ciechanover - 2004 3. Thomas Cech - 1989 4. Alexander R. Todd - 1957 5. Geoffrey Wilkinson - 1951 6. Peter Debye - 1936 |
| Fisiologia ou Medicina (12) | 1. Michael Rosbash - 2017 2. Andrew Fire - 2006 3. Robert Horvitz - 2002 4. Leland Hartwell - 2001 5. David Baltimore - 1975 | 1. Robert Horvitz - 2002* 2. Phillip Sharp - 1993* 3. Susumu Tonegawa - 1987* 4. David Baltimore - 1975* 5. Salvador Luria - 1969* 6. Gobind Khorana- 1968 | 1. James Rothman - 2013 2. Donnall Thomas - 1990 3. Werner Arber- 1978 4. David Baltimore - 1975 |
| Ciências Econômicas (34)    | 1. Esther Duflo - 2019 2. Paul Romer - 2018 3. William Nordhaus - 2018 4. Jean Tirole - 2014 5. Robert Shiller - 2013 6. Peter Diamond - 2010 7. Oliver Williamson - 2009 8. Paul Krugman - 2008 9. Robert Aumann - 2005 10. George Akerlof - 2001 11. Joseph Stiglitz - 2001 12. Robert Mundell - 1999 13. Robert C. Merton - 1997 14. Lawrence Klein - 1980     | 1. Esther Duflo - 2019* 2. Abhijit Banerjee - 2019* 3. Michael Kremer - 2019 4. Bengt Holmström - 2016* 5. Oliver S. Hart - 2016 6. Jean Tirole - 2014 7. Peter Diamond - 2010* 8. Paul Krugman - 2008 9. Eric Maskin- 2007 10. Robert Engle - 2003 11. Joseph Stiglitz - 2001 12. Daniel McFadden - 2000 13. Myron Scholes - 1997 14. Robert C. Merton - 1997 15. John F. Nash - 1994 16. Robert Solow - 1987* 17. Franco Modigliani - 1985* 18. Paul Samuelson - 1970* | 1. Michael Kremer - 2019 2. Richard Thaler - 2017 3. Jean Tirole - 2014 4. Lars P. Hansen- 2013 5. Robert Shiller - 2013 6. Christopher Sims - 2011 7. Paul Krugman- 2008 8. Leonid Hurwicz - 2007 9. Edmund Phelps - 2006 10. Amartya Sen- 1998 11. James Mirrlees - 1996 12. Franco Modigliani - 1985 13. Kenneth Arrow - 1972                                                                                               |
| Paz (1)                     | 1. Kofi Annan - 2001 | | |

## Prêmios Nobel por categoria

### Prêmios Nobel de Física
| Nome                   | Ano  | Afiliação com o MIT |
| ---------------------- | ---- | --- |
| Andrea M. Ghez         | 2020 | SB in Physics (1987) |
| Didier Queloz          | 2019 | Visiting Scientist at MIT Kavli Institute for Astrophysics and Space Research (2019) |
| Rainer Weiss           | 2017 | SB (1955) and PhD in Physics (1962); Assistant Professor of Physics (1964–1967), Associate Professor of Physics (1967–1973), Professor of Physics (1973–2001), and Professor of Physics, Emeritus (2001–present) |
| Serge Haroche          | 2012 | Visiting Scientist (1979) |
| Adam Riess             | 2011 | SB in Physics, Minor in History (1992) |
| George Smoot           | 2006 | SB in Mathematics and Physics (1966), and PhD in Physics (1970) |
| Frank Wilczek          | 2004 | Herman Feshbach Professor of Physics (September 2000–present) |
| Carl Wieman            | 2001 | SB in Physics (1973) |
| Eric Cornell           | 2001 | PhD |
| Wolfgang Ketterle      | 2001 | Professor |
| Daniel Tsui            | 1998 | Visiting Scientist (1988) |
| Horst Störmer          | 1998 | Visiting Scientist at Francis Bitter High Magnetic Field Lab |
| Robert Laughlin        | 1998 | PhD |
| William D. Phillips    | 1997 | PhD in Physics (1976), and Chaim Weizmann Postdoctoral Fellow (1976–1978) |
| Claude Cohen-Tannoudji | 1997 | Visiting professor (1976) |
| Clifford Shull         | 1994 | Professor of Physics (1955–1986) and Professor of Physics Emeritus (1986–2001) |
| Henry W. Kendall       | 1990 | PhD in Nuclear Physics (1955); Assistant Professor to Associate Professor of Physics (1961–1967), Professor of Physics (1967–1991), and J. A. Stratton Professor of Physics (1991–1999) |
| Jerome I. Friedman     | 1990 | Assistant Professor to Associate Professor of Physics (1960–1967), Professor of Physics (1967–1988), Director at MIT's Laboratory for Nuclear Science at MIT (1980–1983), William A. Coolidge Professor (1988–1990), Institute Professor (Since 1990), Head of the Department of Physics (1983–1988), and Emeritus Professor of Physics (Since 2005) |
| Norman Ramsey          | 1989 | Research group leader at MIT Radiation lab (1940–1943) |
| Steven Weinberg        | 1979 | Visiting Professor (1967–1969), and Professor of Physics (1969–1973) |
| Sheldon Glashow        | 1979 | Visiting Professor (1974–1975, 1979–1980) |
| Burton Richter         | 1976 | SB (1952) and PhD in Physics (1956) |
| Samuel Ting            | 1976 | Professor |
| John Schrieffer        | 1972 | SB in 1953 |
| Murray Gell-Mann       | 1969 | PhD; Visiting Professor (Spring 1963) |
| Luis W. Alvarez        | 1968 | Researcher at MIT Radiation Lab (1940–1943) |
| Hans Bethe             | 1967 | Staff member, MIT Radiation Lab (1942–1943); Visiting Professor (1975, 1977) |
| Richard Feynman        | 1965 | SB (1939) |
| Julian Schwinger       | 1965 | Researcher at MIT Radiation Lab (1943–1945) |
| Charles Townes         | 1964 | Provost and Professor of Physics (1961–1966), and Institute Professor (1966–1967) |
| Donald Glaser          | 1960 | Visiting Professor of Biophysics (For a semester starting in January 1962) |
| William Shockley       | 1956 | PhD |
| Edward M. Purcell      | 1952 | Researcher at MIT Radiation Lab (1941–1946) |
| Isidor Rabi            | 1944 | Associate Director of MIT Radiation Lab (1942–1945) |

### Prêmios Nobel em Química
| Nome               | Ano  | Afiliação com o MIT |
| ------------------ | ---- | --- |
| John B. Goodenough | 2019 | Cientista pesquisador do MIT Lincoln Lab (1952 – 1976)                                                                                 |
| Paul Modrich       | 2015 | SB |
| Ada Yonath         | 2009 | Pesquisador de pós-doutorado (1970) |
| Richard Schrock    | 2005 | Professor |
| Aaron Ciechanover  | 2004 | Fulbright Postdoctoral Fellow (1981 – 1984)                                                                                            |
| Barry Sharpless    | 2001 | Professor |
| Mario molina       | 1995 | Professor |
| Elias Corey        | 1990 | SB, PhD |
| Thomas Cech        | 1989 | Pesquisador de pós-doutorado (1975 – 1977)                                                                                             |
| Sidney Altman      | 1989 | SB em Física (1960) |
| Charles Pedersen   | 1987 | SM |
| Robert Mulliken    | 1966 | SB |
| Robert B. Woodward | 1965 | SB, PhD |
| Alexander R. Todd  | 1957 | Arthur D. Little Professor Visitante de Química (outono de 1954); ele ministrou um curso sobre vitaminas, coenzimas e ácidos nucléicos |
| Geoffrey Wilkinson | 1951 | Research Associate (1950 – 1951) |
| Peter Debye        | 1936 | Pesquisador visitante, Departamento de Física (1932)                                                                                   |

### Prêmios Nobel de Fisiologia ou Medicina
| Nome            | Ano  | Afiliação com o MIT                                                                              |
| --------------- | ---- | ------------------------------------------------------------------------------------------------ |
| Michael Rosbash | 2017 | PhD em Biofísica (1970)                                                                          |
| James Rothman   | 2013 | Pesquisador de pós-doutorado (1976 – 1978)                                                       |
| Andrew Fire     | 2006 | PhD                                                                                              |
| Robert Horvitz  | 2002 | SB; Professor                                                                                    |
| Leland Hartwell | 2001 | PhD                                                                                              |
| Phillip Sharp   | 1993 | Professor                                                                                        |
| Donnall Thomas  | 1990 | Pesquisador de pós-doutorado (1950 – 1951)                                                       |
| Susumu Tonegawa | 1987 | Professor                                                                                        |
| Werner Arber    | 1978 | Pesquisador visitante do Departamento de Biologia (1959)                                         |
| David Baltimore | 1975 | Participante de Pós-Graduação (1960 – 1961); Professor; Pesquisador de pós-doutorado (1963-1964) |
| Salvador Luria  | 1969 | Professor                                                                                        |
| Gobind Khorana  | 1968 | Professor                                                                                        |

### Laureados com o Prêmio Nobel de Ciências Econômicas
| Nome              | Ano  | Afiliação com o MIT                                                                     |
| ----------------- | ---- | --------------------------------------------------------------------------------------- |
| Michael Kremer    | 2019 | Postdoctoral fellow (1992–1993), and Professor of Economics (1993–1999)                 |
| Esther Duflo      | 2019 | PhD; Professor                                                                          |
| Abhijit Banerjee  | 2019 | Professor                                                                               |
| Paul Romer        | 2018 | Graduate attendee                                                                       |
| William Nordhaus  | 2018 | PhD                                                                                     |
| Richard Thaler    | 2017 | Visiting Professor, Sloan School of Management (Sep 1994–Jun 1995, Jan 1993–Jul 1993)   |
| Bengt Holmström   | 2016 | Professor                                                                               |
| Oliver S. Hart    | 2016 | Professor                                                                               |
| Jean Tirole       | 2014 | PhD; Professor; Visiting Professor                                                      |
| Robert Shiller    | 2013 | SM, PhD; Visiting Professor                                                             |
| Lars P. Hansen    | 2013 | Visiting Professor, Department of Economics (1983)                                      |
| Christopher Sims  | 2011 | Visiting Professor (1979–1980)                                                          |
| Peter Diamond     | 2010 | PhD; Professor                                                                          |
| Oliver Williamson | 2009 | SB                                                                                      |
| Paul Krugman      | 2008 | PhD; Professor; Visiting Assistant Professor                                            |
| Eric Maskin       | 2007 | Professor                                                                               |
| Leonid Hurwicz    | 2007 | Research Assistant of Paul Samuelson (1941)                                             |
| Edmund Phelps     | 2006 | Visiting Associate Professor of Economics (1962–1963)                                   |
| Robert Aumann     | 2005 | SM, PhD                                                                                 |
| Robert Engle      | 2003 | Associate Professor                                                                     |
| George Akerlof    | 2001 | PhD                                                                                     |
| Joseph Stiglitz   | 2001 | PhD; Assistant Professor                                                                |
| Daniel McFadden   | 2000 | Professor                                                                               |
| Robert Mundell    | 1999 | PhD                                                                                     |
| Amartya Sen       | 1998 | Visiting Assistant Professor (1960–1961)                                                |
| Myron Scholes     | 1997 | Professor                                                                               |
| Robert C. Merton  | 1997 | PhD; Professor                                                                          |
| James Mirrlees    | 1996 | Visiting Professor (March–July 1968, September 1970–January 1971, and January–May 1976) |
| John F. Nash      | 1994 | Professor                                                                               |
| Robert Solow      | 1987 | Professor                                                                               |
| Franco Modigliani | 1985 | Professor; Visiting Professor                                                           |
| Lawrence Klein    | 1980 | PhD                                                                                     |
| Kenneth Arrow     | 1972 | Visiting Professor of Economics (Fall 1966)                                             |
| Paul Samuelson    | 1970 | Professor                                                                               |

### Prêmios Nobel da Paz
| Nome       | Ano  | Afiliação com o MIT |
| ---------- | ---- | ------------------- |
| Kofi Annan | 2001 | SM em Gestão (1972) |